# Michael Reiziger
Michael John Reiziger (* 3. Mai 1973 in Amstelveen) ist ein ehemaliger niederländischer Fußballspieler.

## Spielerkarriere

### Verein
Michael Reiziger wurde in Amstelveen (Provinz Noord-Holland) geboren, seine Eltern waren aus Suriname in die Niederlande eingewandert. Ab dem 12. Lebensjahr durchlief Reiziger die berühmte Nachwuchsakademie von Ajax Amsterdam und gab mit 17 Jahren sein Profidebüt, konnte sich allerdings zunächst noch nicht durchsetzen. Um Spielpraxis zu sammeln, wurde er in den beiden Folgejahren an den FC Volendam und den FC Groningen ausgeliehen und konnte sich 1993/94 als Stammspieler empfehlen (sechs Tore in 34 Einsätzen). Nach seiner Rückkehr zum AFC Ajax entwickelte sich Reiziger unter Trainer Louis van Gaal zu einer festen Größe als rechter Außenverteidiger. Mit Ajax gewann er zwei niederländische Meisterschaften (1994/95, 1995/96) sowie im Jahr 1995 die Champions League, den UEFA-Supercup und den Weltpokal. 1996 wechselte Reiziger zum italienischen Spitzenklub AC Mailand, konnte sich allerdings aufgrund von Verletzungen nicht durchsetzen. Anschließend wurde er vom FC Barcelona verpflichtet, wo er sich wieder etablieren konnte und wie schon in den Niederlanden nationale und internationale Titel sammelte. In Barcelona spielte er mit Landsmännern wie Patrick Kluivert, Phillip Cocu, Boudewijn Zenden, Ronald und Frank de Boer, Trainer war wiederum van Gaal.
Nach sieben Jahren in Spanien entschied sich Reiziger zu einem Wechsel nach England in die Premier League zum FC Middlesbrough. Nachdem er in der ersten Spielzeit auf nur 18 Einsätze gekommen war, kehrte er nach 4 Spieltagen der Saison 2004/05 kurz vor Ende der Sommertransferperiode in sein Heimatland zurück.
Mit der PSV Eindhoven gewann er zweimal die niederländische Meisterschaft, kam dort aber nicht mehr so oft wie früher zum Einsatz. Im Sommer 2007 beendete er seine Profikarriere. Am 17. Februar 2010 erhielt er sein Trainerdiplom.

### Nationalmannschaft
Reiziger gab sein Debüt für die niederländische Nationalmannschaft am 12. Oktober 1994 gegen die Auswahl Norwegens. Er absolvierte 72 A-Länderspiele für die Oranje und trat nach der Euro 2004 zurück.
Sein erstes großes Turnier war die Europameisterschaft 1996, bei der die Elftal bereits im Viertelfinale gegen Frankreich ausschied.
Bei der Fußball-Weltmeisterschaft 1998 erreichte er mit der Nationalmannschaft das Halbfinale, verlor aber im Elfmeterschießen mit 2:4 gegen Brasilien. Beim Spiel um Platz 3 musste sich die Mannschaft gegen Kroatien geschlagen geben. Reiziger absolvierte vier von sieben möglichen Spielen.
Im eigenen Land, bei der Fußball-Europameisterschaft 2000, kam Reiziger auf zwei Spiele. Die Niederländer schieden, wie auch schon bei der WM zwei Jahre zuvor, im Halbfinale aus.
Sein letztes Turnier mit den Niederlanden war die Fußball-Europameisterschaft 2004. Man drang wieder bis ins Halbfinale vor und musste sich dort geschlagen geben. Reiziger kam dabei auf vier Einsätze.

## Erfolge als Spieler

### Mit Ajax Amsterdam
- UEFA-Pokal-Gewinner: 1991/92
- Niederländischer Pokalsieger: 1992/93
- Niederländischer Meister: 1994/95, 1995/96
- Johan-Cruyff-Schaal-Gewinner: 1994, 1995
- Weltpokal-Sieger: 1995
- UEFA-Champions-League-Sieger: 1994/95
- UEFA-Super-Cup-Gewinner: 1995

### Mit FC Barcelona
- Spanischer Meister: 1997/98, 1998/99
- Copa-del-Rey-Gewinner: 1997/98
- UEFA-Super-Cup-Gewinner: 1997

### PSV Eindhoven
- Niederländischer Meister: 2005/06, 2006/07

## Trainerkarriere
Nach seiner aktiven Laufbahn machte Reiziger – gemeinsam mit unter anderen Dennis Bergkamp, Phillip Cocu und Patrick Kluivert – den Trainerschein. Erste Erfahrungen machte er in den Jugendabteilungen des AFC Ajax und des FC Barcelona. Zur Saison 2013/14 übernahm er die U-17-Mannschaft von Sparta Rotterdam.

## Privatleben
Michael Reiziger ist verheiratet und hat fünf Söhne. Sein Sohn Gabriël ist ebenfalls Fußballprofi und spielt bei PEC Zwolle.